# Shohei Kiyohara
Shohei Kiyohara (født 25. juni 1987) er en japansk fodboldspiller, som spiller for den japanske fodboldklub Zweigen Kanazawa.